# Sultanát Aceh
Sultanát Aceh též Sultanát Ačeh oficiálně Království Aceh Darussalam byl sultanát ve středu současné indonéské provincie Aceh. V 16. a 17. století byl hlavní regionální mocností. Hlavním městem byla Kutaraja (dnešní Banda Aceh).

## Založení a růst
Raná historie Acehu je nejasná. V jedné verzi byl založen Chamy. Acehský jazyk patří mezi 10 jazyků Chamické skupiny. Podle Malajských análů, čampský král Syah Pau Kubah měl syna Syaha Pau Ling, který později založil Acehské království.
Vládce Acehu konvertoval k Islámu v polovině 15. století. Sultanát byl založen Ali Mughayatem Syahem, který začal s kampaní rozšířit své území nad severní Sumatru. Jeho syn Alauddin al-Kahar se snažil také rozšířit území, avšak byl méně úspěšnější. S pomocí sultána Sulejmana I. dobyl Johor a Malakku. Osmanská říše mu poslala na pomoc 15 šebek pod vedením Kurtoğlu Hızır Reise.
Dne 21. června 1599 dorazil do Acehu holandský kapitán Cornelius Houtman. Posádka zůstala po dobu tří měsíců, aby získala pepř a jiná koření. Člen posádky John Davis tvrdil, že byli napadeni místními válečníky se ztrátou 68 mrtvých a zajatých.
Za vlády sultána Alauddina Riayaat Shah ibn Firman Shah (1589-1604) se sultanát rozšířil na většinu území Sumatry. Také si podmanil Pahang oblast Malajsie. Za jeho vlády byl vytvořen zákoník Adat Meukuta Alam. Po skončení vlády sultána Alauddina, jako další, nastoupil jeho syn Iskandar Thani, který se zaměřoval na vnitřní konsolidaci a náboženskou jednotu.
Později, protože sultán neměl žádné mužské potomky, vládly ženy.

## Pozdější roky a boj s Holanďany
Roku 1699 nastoupil na trůn, po téměř 60 letech, další mužský potomek sultán Badr al-alam Syarif Hasyim Jamal. Po něm vládlo několik krátkověkých panovníků a roku 1727 převzal moc člen Bugineské dynastie sultán Ala ad-din Ahmad Shah.
Aceh byl největším vývozcem pepře. V letech 1850-1860 se opakovaně střetl s Holanďany. Roku 1873 vypukla Acehská válka. Tato válka vedla k eliminaci sultanátu.
V letech 1873—1904 Aceh apeloval na Ruské impérium aby se sultanát stal součástí impéria.

## Seznam sultánů
| Sultáni z Acehu                                  | Vláda            |
| ------------------------------------------------ | ---------------- |
| Ali Mughayat Syah                                | asi 1514–1530    |
| Salahuddin                                       | 1530–asi 1537/39 |
| Alauddin al-Kahar                                | asi 1537/39–1571 |
| Ali Ri'ayat Syah I                               | 1571–1579        |
| Sultan Muda                                      | 1579             |
| Sri Alam                                         | 1579             |
| Zainul Abidin                                    | 1579             |
| Alauddin Mansur Syah                             | 1579–1585/86     |
| Ali Ri'ayat Syah II., Raja Buyung                | 1585/86–1589     |
| Alauddin Ri'ayat Syah Sayyid al-Mukammal         | 1589–1604        |
| Ali Ri'ayat Syah III.                            | 1604–1607        |
| Iskandar Muda                                    | 1607–1636        |
| Iskandar Thani                                   | 1636–1641        |
| Ratu Safiatuddin Tajul Alam                      | 1641–1675        |
| Ratu Nurul Alam Naqiatuddin Syah                 | 1675–1678        |
| Ratu Inayat Zaqiatuddin Syah                     | 1678–1688        |
| Ratu Kamalat Syah                                | 1688–1699        |
| Badr ul-Alam Syarif Hasyim Jamaluddin            | 1699–1702        |
| Perkasa Alam Syarif Lamtui Syah Johan Berdaulat  | 1702–1703        |
| Jamal ul-Alam Badr ul-Munir                      | 1703–1726        |
| Jauhar ul-Alam                                   | 1726             |
| Syamsul Alam                                     | 1726–1727        |
| Alauddin Ahmad Syah                              | 1727–1735        |
| Alauddin Johan Syah                              | 1735–1760        |
| Alauddin Mahmud Syah I.                          | 1760–1781        |
| Badr ul-Alam Syah                                | 1764–1765        |
| Sulaiman Syah                                    | 1773             |
| Alauddin Muhammad Syah                           | 1781–1795        |
| Alauddin Jauhar ul-Alam Syah (první vláda)       | 1795–1815        |
| Syarif Saiful Alam Syah                          | 1815–1819        |
| Alauddin Jauhar ul-Alam Syah (druhá vláda)       | 1819–1823        |
| Alauddin Muhammad Da'ud Syah I.                  | 1823–1838        |
| Alauddin Sulaiman Ali Iskandar Syah              | 1838–1857        |
| Alauddin Ibrahim Mansur Syah                     | 1857–1870        |
| Alauddin Mahmud Syah II.                         | 1870–1874        |
| Alauddin Muhammad Da'ud Syah II. Johan Berdaulat | 1874–1903        |